# ناوچه دکارت
ناوچه دکارت (به انگلیسی: French frigate Descartes) یک کشتی بود که طول آن ۷۰٫۴۶ متر (۲۳۱ فوت ۲ اینچ) بود. این کشتی در سال ۱۸۴۴ ساخته شد.